# Gò Công (huyện)
Gò Công là một huyện cũ thuộc tỉnh Tiền Giang, tồn tại từ năm 1977 đến năm 1979 trước khi giải thể để thành lập huyện Gò Công Đông và huyện Gò Công Tây.

## Địa lý
Huyện Gò Công nằm ở phía đông tỉnh Tiền Giang, có vị trí địa lý:
- Phía đông giáp Thành phố Hồ Chí Minh và Biển Đông
- Phía tây giáp huyện Chợ Gạo
- Phía nam giáp tỉnh Bến Tre
- Phía bắc giáp tỉnh Long An.

## Lịch sử
Trong giai đoạn 1957–1968, chính quyền Mặt trận Dân tộc Giải phóng miền Nam Việt Nam và sau này là Chính phủ Cách mạng lâm thời Cộng hòa miền Nam Việt Nam đặt huyện Gò Công trực thuộc tỉnh Mỹ Tho.
Tháng 8 năm 1968, huyện Gò Công lại được chính quyền Mặt trận dân tộc giải phóng miền Nam Việt Nam tách khỏi tỉnh Mỹ Tho để lập lại tỉnh Gò Công. Giai đoạn 1968–1976, tỉnh Gò Công của chính quyền Cách mạng bao gồm thị xã Gò Công, huyện Đông và huyện Tây.
Sau ngày 30 tháng 4 năm 1975, chính quyền quân quản Cộng hòa miền Nam Việt Nam lúc bấy giờ vẫn duy trì tỉnh Gò Công cho đến đầu năm 1976.
Tháng 2 năm 1976, tỉnh Gò Công hợp nhất với tỉnh Mỹ Tho và thành phố Mỹ Tho thành tỉnh Tiền Giang. Địa bàn tỉnh Gò Công lúc bấy giờ được chuyển thành huyện Gò Công và thị xã Gò Công cùng thuộc tỉnh Tiền Giang.
Ngày 26 tháng 3 năm 1977, Hội đồng Chính phủ ban hành Quyết định số 77-CP về việc chuyển thị xã Gò Công thành thị trấn Gò Công – thị trấn huyện lỵ của huyện Gò Công.
Từ đó, huyện Gò Công bao gồm 2 thị trấn: Gò Công, Vĩnh Bình và 31 xã: Bình Ân, Bình Đông, Bình Nghị, Bình Nhì, Bình Phú, Bình Tân, Bình Xuân, Đồng Sơn, Đồng Thạnh, Gia Thuận, Kiểng Phước, Long Bình, Long Vĩnh, Phú Đông, Phú Thạnh, Phước Trung, Tân Điền, Tân Đông, Tân Phú, Tân Phước, Tân Tây, Tân Thành, Tân Thới, Tân Trung, Tăng Hòa, Thành Công, Thạnh Nhựt, Thạnh Trị, Vàm Láng, Vĩnh Hựu, Yên Luông.
Ngày 13 tháng 4 năm 1979, Hội đồng Chính phủ ban hành Quyết định số 155-CP về việc chia huyện Gò Công thành huyện Gò Công Đông và huyện Gò Công Tây.
- Huyện Gò Công Đông bao gồm thị trấn Gò Công và 16 xã: Bình Ân, Bình Đông, Bình Nghị, Bình Xuân, Gia Thuận, Kiểng Phước, Phú Đông, Phước Trung, Tăng Hòa, Tân Điền, Tân Đông, Tân Phước, Tân Tây, Tân Thành, Tân Trung, Vàm Láng.
- Huyện Gò Công Tây bao gồm thị trấn Vĩnh Bình và 15 xã: Bình Nhì, Bình Phú, Bình Tân, Đồng Sơn, Đồng Thạnh, Long Bình, Long Vĩnh, Phú Thạnh, Tân Phú, Tân Thới, Thành Công, Thạnh Nhựt, Thạnh Trị, Vĩnh Hựu, Yên Luông.